# Federazione Italiana Pallacanestro in carrozzina
La Federazione Italiana Pallacanestro in carrozzina, nota anche con l'acronimo FIPIC, è l'organo di governo, organizzazione e controllo della pallacanestro in carrozzina in Italia. Affiliata al CIP definisce i regolamenti agonistici per la disciplina per gli atleti disabili.

## Scopi
Come stabilito nel suo statuto la Federazione ha lo scopo di organizzare, promuovere, disciplinare e diffondere la disciplina della pallacanestro in carrozzina tra gli atleti con disabilità.

## Storia
La FIPIC è la Federazione Sportiva Paralimpica cui il CIP, Comitato Italiano Paralimpico, ha demandato la gestione, l'organizzazione e lo sviluppo dell'attività sportiva per la disciplina della pallacanestro in carrozzina.